# Lílides
Liliidae és una subclasse de plantes herbàcies terrestres o epífites, ocasionalment aquàtiques. La circumscripció d'aquesta subclasse varia segons el sistema taxonòmic. L'únic requeriment taxonòmic és que contingui la família Liliaceae. Són freqüents els geòfits amb rizoma, bulb o corms, sovint micorrizats. Poden ser lianes o plantes arborescents. Les fulles són alternades o, rara vegada, oposades o verticilades, encara que poden ser totes basals. Solen ser simples i enteres o un poc dentades, estretes i paral·lelinèrvies; és freqüent la presència d'una beina basal que pot estar reduïda a escates.
Les flors sovint són epígines, però n'hi ha d'hipògines; generalment són hermafrodites, actinomorfes o fortament zigomorfes: encara que acostumen a ser entògames, n'hi ha algunes d'anemògames o autògames.
El fruit és en general una càpsula, però n'hi pot haver d'altres tipus.

## Classificació
La subclasse en el sistema Cronquist consta de dos ordres amb 19 famílies i 25.000 espècies:
- Liliales
- Orchidales (orquídies)

En el sistema APG II i en el sistema APG III aquesta subclasse no existeix pas.